# 胡宗宪
胡宗憲（1512年11月4日—1565年11月25日），字汝欽，又字汝貞，號梅林，直隶績溪縣（今安徽績溪縣）人，祖籍兗州濮陽（今河南）。明朝政治、軍事人物，曾設計剷除倭寇。明世宗時，胡宗憲因嚴嵩事牽連下獄，並在獄中自盡。明神宗追謚襄懋。

## 生平
胡宗憲自幼好學，其母方氏出身書香門第，胡宗憲自小就被母亲教授以千字文、小學等書，七歲就读于私塾，塾師經常對其父胡尚仁贊賞説；“此兒他日必當世偉器”。但胡宗憲一开始對科舉功名并不热衷，常常偷看古今傳記，仰慕關羽、岳飞等武将的軍功为人，只是在父亲的责劝下，他才“抑首就博士業”。嘉靖七年（1528年）胡宗憲補邑庠生，嘉靖十三年（1534年）舉甲午科應天府乡试第一百名，嘉靖十七年（1538年）中戊戌科三甲進士。刑部观政後，嘉靖十九年（1540年）任山東益都縣知縣，治理旱災、蝗災，平定了盜賊，有著治理有方的名聲。嘉靖二十一年（1542年）四月母亲去世，回乡奔喪。嘉靖二十三年（1544年）父亲又去世，在为父母守喪期间，读朱子《纲目》、《大学衍義》、《武經七書》、《百将傳》等書，六年的苦读与锻炼，为胡宗憲日後的抗倭大业积累丰富的理论知识。
嘉靖二十六年（1547年）春，胡宗憲守喪期满，補任浙江餘姚縣知县，被譽為“洁己奉公，持法正事”。
嘉靖二十七年，胡宗憲因治行卓異，十一月考选为湖广道試御史，二十八年（1549年）六月實授御史，巡視宣府、大同，繼而巡按北直隶。嘉靖三十年（1551年）巡按湖广，平定苗民起义。嘉靖三十三年（1554年）巡按浙江，嚴嵩黨人趙文華指示胡宗憲疏劾張經「糜餉殃民，畏賊失機」，後張經被斬於西市，胡宗憲則連升三級，成為右僉都御史。

嘉靖三十五年（1556年）宗憲多次出战，東南沿海倭寇患稍定。時倭寇為患南方沿岸，宗憲聘用徐渭以定計謀，主要拉攏倭寇的頭目，設計杀死誘捕徐海、陳東、麻葉等治罪。还招抚了汪直，但朝廷将汪直杀死，造成倭寇失控。三十九年（1560年）明世宗论擒获汪直之功，以“宗宪矢心为国，殚竭忠谋，劳绩殊常，宜加显擢，以示激励。”遂加擢其为太子太保、都察院左都御史兼兵部右侍郎，总督如故，三月之后被擢升为兵部尚书兼都察院右都御史。四十年（1561年）加少保之銜，兼制江西。

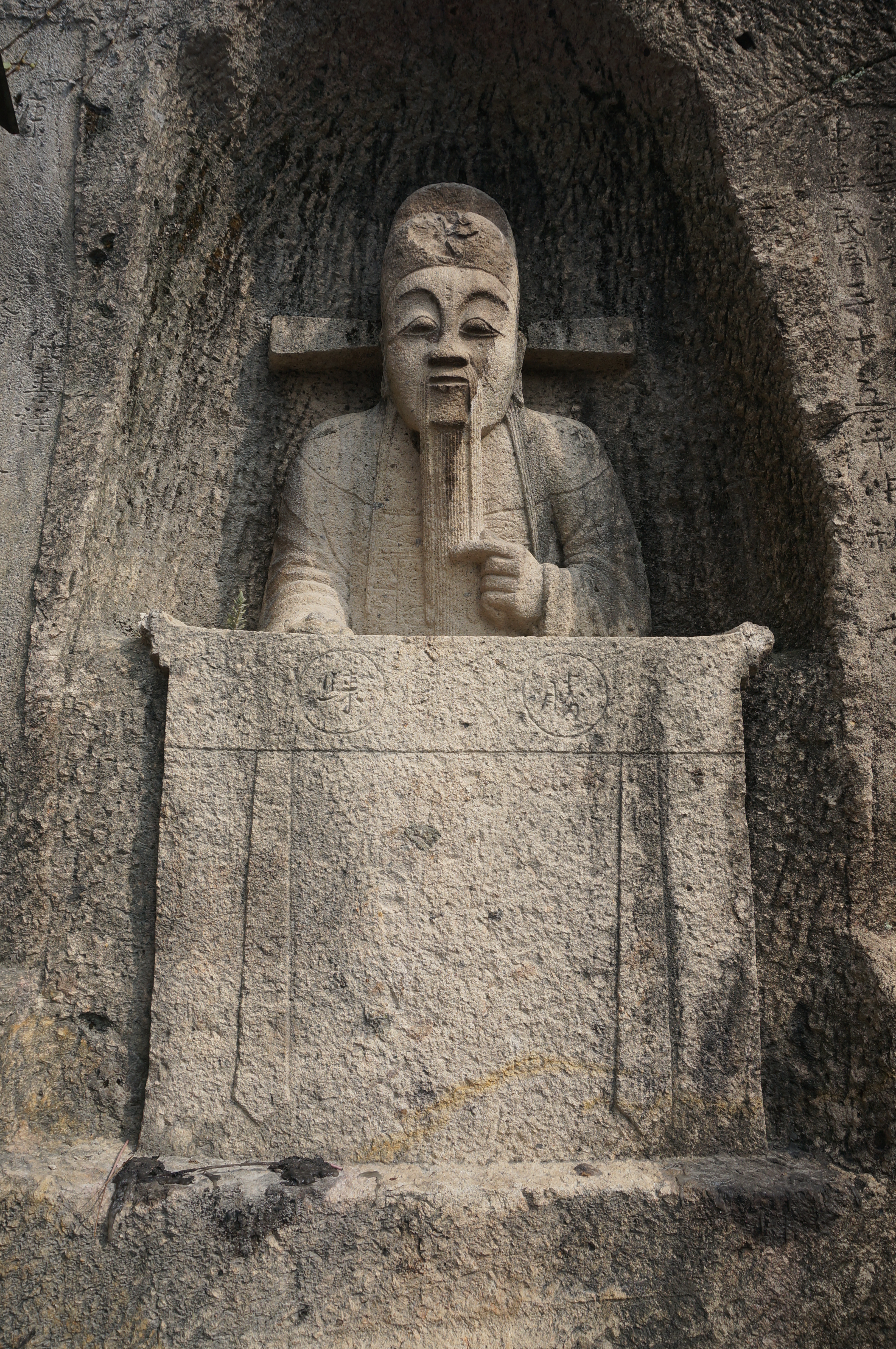
明嘉靖胡宗宪冕官坐像，余姚胜归山胡公岩摩崖石刻

嘉靖四十一年（1562年）嚴嵩父子失勢，陸鳳儀趁機弹劾宗宪为严嵩党，世宗慰曰：“宗憲非嵩黨”，而釋之。嘉靖四十三年（1564年）解官歸里。次年，朝廷獲得嚴嵩之子嚴世蕃給胡宗憲的親筆書信，辯誣無望，於是宗憲被捕入獄，胡宗憲寫下萬言的《辯誣疏》，為自己進行辯解，未得回應。
十一月三日，乃吟“寶劍埋冤獄，忠魂繞白雲”詩，引刃自盡，死於獄中。

## 著作

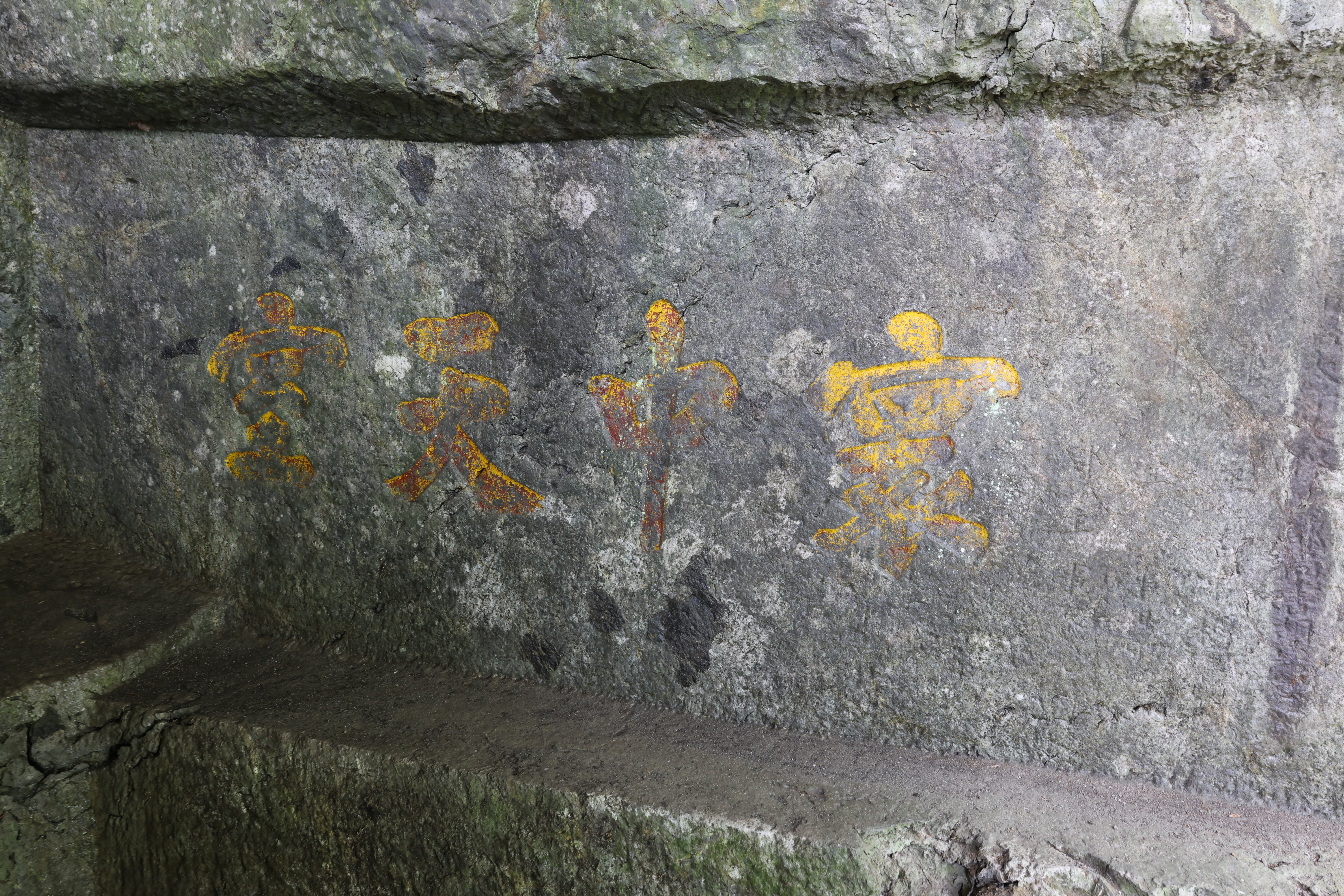
嘉靖辛酉（1561）胡宗憲等人南屏山石佛洞題字“寰中天室”。

有《籌海圖編》十三卷。

## 評價
《明史‧胡宗憲傳》評「宗憲多權術，喜功名，因文華結嚴嵩父子，歲遺金帛子女珍奇淫巧無數」，其阿諛奉承，逢迎趙文華而攀附嚴嵩父子，明朝官員俸祿微薄，創編提均徭之法，加賦額外，民為困敝，而所侵官帑、斂富人財物亦不貲。
雖然胡宗憲因為嚴嵩失勢而下獄並且最終自盡而死，他忠義的形象依然深入民間。隆慶六年（1572年）明穆宗为其初步平反。万曆十七年（1589年）明神宗为他彻底平反，肯定他的抗倭功绩，将他的官衔尽数恢复，并赐予御葬荣誉，追谥襄懋。

## 文藝作品

### 影視作品
| 年份   | 劇名                     | 演員   | 剧中姓名 | 註解 |
| 2006年 | 电视剧《大明王朝1566》   | 王庆祥 | 胡宗宪   |      |
| 2015年 | 電視劇《抗倭英雄戚繼光》 | 李立群 | 胡宗憲   |      |
| 2020年 | 电视剧《錦衣之下》       | 王璐   | 吴守绪   |      |

## 家庭
曾祖胡若川，壽官。祖父胡崐，義官。父胡尚仁。母方氏。具庆下，兄胡宗虞、弟胡宗廷。

## 延伸阅读
[在维基数据编辑]
 《國朝獻徵錄·卷之五十七》，出自焦竑《國朝獻徵錄》
 《明史卷二百〇五》，出自《明史》
 在维基共享资源阅览影像